# Retorn al futur
Retorn al futur (anglès: Back to the Future) és una pel·lícula estatunidenca de ciència-ficció estrenada el 1985, dirigida per Robert Zemeckis i basada en un guió del mateix Zemeckis i Bob Gale. N'interpreten els protagonistes Michael J. Fox, Christopher Lloyd, Lea Thompson, Crispin Glover i Thomas F. Wilson. Ambientada a la Califòrnia del 1985, segueix les aventures de Marty McFly (Fox), un adolescent que es veu transportat accidentalment al 1955 en un cotxe DeLorean capaç de viatjar en el temps, inventat pel seu amic Emmett «Doc» Brown (Lloyd), un científic excèntric. Poc després d'arribar al passat, Marty interromp sense voler la cadena d'esdeveniments que havia portat els seus futurs pares a enamorar-se, cosa que posa en perill la seva pròpia existència i no li deixa més remei que aconseguir reconciliar-los mentre cerca una manera de retornar al futur.
Fou produïda per Steven Spielberg i Bob Gale. Ha estat doblada i subtitulada en català.

## Argument
La trama relata les aventures de Marty McFly, un adolescent que és enviat accidentalment trenta anys endarrere, des del 1985 al 1955. Després de canviar els fets del 1955, específicament els de quan els seus pares es van conèixer i enamorar, Marty ha d'intentar tornar a unir els seus pares per assegurar la seva pròpia existència.

## Repartiment
- Michael J. Fox: Marty McFly
- Christopher Lloyd: Dr. Emmett «Doc» Brown
- Lea Thompson: Lorraine Baines-McFly
- Crispin Glover: George McFly
- Thomas F. Wilson: Biff Tannen
- Claudia Wells: Jennifer Parker
- James Tolkan: Gerald Strickland
- Marc McClure: Dave McFly
- Wendie Jo Sperber: Linda McFly

## Sobre la pel·lícula
Zemeckis i Gale van escriure el guió després que Gale va pensar sobre la possibilitat d'haver-se fet amic del seu pare si tots dos haguessin anat junts a la mateixa escola. Uns quants estudis van rebutjar el guió fins que la producció Romancing the Stone (1984), dirigida per Zemeckis, va ser un èxit de taquilla. Després d'això, Universal Pictures va donar llum verda al projecte, amb Spielberg com a productor executiu. Al començament, es va convidar el cantant canadenc Corey Hart perquè fes les proves per al paper estel·lar de McFly, però aquest va rebutjar la invitació. També Eric Stoltz va fer les proves per al mateix paper, just quan Michael J. Fox estava ocupat amb la sèrie televisiva Family Ties. Però durant el rodatge els productors van decidir que Stoltz no era adient i, per tant, la Fox va considerar Michael J. Fox per fer de Marty McFly. Aquests retards van fer que es regravessin algunes escenes durant la postproducció, per tal de poder estrenar el 3 de juliol de 1985.
Després de l'estrena, Back to the Future es va convertir en la pel·lícula més reeixida d'aquell any, perquè va recaptar més de 380 milions de dòlars a tot el món. La majoria de crítiques van ser positives. Va guanyar el premi Hugo a la categoria de «Millor producció dramàtica», i un premi Saturn com «Millor pel·lícula de ciència-ficció», a més d'algunes nominacions als premis Oscar i Globus d'or. Fins i tot, a manera de llegat, Ronald Reagan la va arribar a esmentar durant el Discurs de l'Estat de la Unió de 1986. El 2007, la Biblioteca del Congrés la va triar per ser preservada al National Film Registry. Finalment, el 2008 l'American Film Institute la va catalogar com la desena millor pel·lícula de ciència-ficció de tots els temps, al llistat AFI's 10 Top 10. L'èxit de Back to the Future va donar lloc a una trilogia: Back to the Future II (1989) i Back to the Future III (1990), i també a una sèrie de dibuixos animats i a una atracció per a un parc temàtic: Back to the Future: The Ride.
El 2010, com a commemoració dels primers vint anys de llançament, la cinta original va passar per un procés de remasterització per tal de tornar a ser estrenada a algunes sales de cinema del Regne Unit (1 d'octubre del 2010), Estats Units (23 d'octubre), el Canadà (23 d'octubre) i Mèxic (5 de novembre). Això va coincidir amb l'edició d'aniversari Back To The Future 25th Anniversary per als formats de vídeo DVD i Blu-ray. El 13 de gener del 2011 es va tornar a estrenar igualment a l'Argentina, on va ser la sisena pel·lícula amb més ingressos en aquest país en només un dia. Dies després, el febrer del 2010, es va exhibir al Digital Film Festival del Canadà en format d'alta definició al costat d'unes altres pel·lícules semblants.

## Novel·les, sèries de televisió i videojocs
De manera simultànea al debut de la pel·lícula, l'editorial Berkley Books va traure una novel·la oficial a manera d'adaptació literària, anomenada Back to the Future: a novel, escrita per George Gipe. Encara que Gipe es va basar exclusivament en el guió de Back to the Future, aquesta publicació es caracteritzà per tractar amb algunes diferències quant a la pel·lícula, ja que va afegir escenes, personatges i llocs inèdits. El mateix any, Berkley Books va publicar una altra novel·la dirigida per xiquets i titulada Back to the Future: The Story, que es considera una adaptació de la novel·la de Gipe. El 1990, Mallard Press va publicar una antologia de la trilogia completa, titulada com Back to the Future: The Official Book of the Complete Movie Trilogy, escrita per Michael Klastorin i Sally Hibbin. Aquest any també es puliquen quatre revistes, enllistades sota el nom de Back to the Future Fan Club Magazine, incloen entrevistes amb els actors i personal tècnic de les pel·lícules a més de fotografies inèdites dels actors. A 2010, Sorcha Ní Fhlainn publicà The Worlds of Back to the Future: Critical Essays on the Films, una anàlisi crítica del diferentes elements i temàtiques exposats a la trilogia de Back to the Future, tractant aspectes filosòfics, literaris, musicals, culturals i científics.
El setembre de 1991 s'estrenà la sèrie de televisió Back to the Future, una producció animada produïda per Universal Cartoon Studios —una divisió de Universal Studios– i Amblin Entertainment. El programa va tindre un total de dues temporades, amb tretze capítols cadascuna. Va ser finalitzada pel canal CBS el novembre de 1992. Més tard, la sèrie es va retransmetre pels canals ABC (1993) i FOX (2003). La trama se centra en les aventures de Marty McFly i la seua núvia, a més de la familia de Doc Brown i el seu gos, Einstein. El 1992 i 1993 guanyà quatre premis Daytime Emmy, relacionats amb l'edició de so. Mentre es transmetia la sèrie televisiva, Havey Comics va publicar una sèrie de set histories basades en el programa de televisió.
Quant als videojocs, el primer de tots, Back to the Future, es llançà el 1989 per la consola Nintendo NES, publicat per LJN i desenvolupat per Beam Software. De la mateixa forma, es llançaren altres dues versions per als sistemes Commodore 64 i Sinclair ZX Spectrum, a més d'una altra versió exclusiva del Japó. Hi ha una versió modificada del motor de joc usat a Grand Theft Auto: Vice City anomenada Back to the Future: Hill Valley, així com altra basada en Grand Theft Auto: San Andreas, que estan disponibles per desacarrega virtual. Igualment, existeix un minijoc denominat Back to the Future - The Ride amb el títol Universal Studios Theme Park Adventure, distribuït el 2001 per a la consola Nintendo GameCube. El 2010, la companyia Telltale Games anuncià la creació d'un joc episòdic conformat per cinc parts independents entre sí, totes basades en la trilogia de pel·lícules amb motiu del 25é anniversari. Gale assessorà el desenvolupament del guió utilitzat en el joc, i el propi Christopher Lloyd va fer el doblatge de Doc Brown en la versió digital. El joc se situa dins de la línea argumental original, sis mesos després del fi de la Part III i ha estat adaptat a diferents formats informàtics. La primera part va ser publicada el 22 de desembre de 2010. La pel·lícula també va tindre una versió pinball titulada Back to the Future: The Pinball.
En una entrevista de l'octubre de 2010, Gale comentà que únicament les pel·lícules són considerades «canòniques» i que les altres produccions —novel·les, videojocs, sèrie de TV, etc.— conten històries alternatives a la trama original i que per tant, no es consideren oficials.

## Premis i nominacions

### Premis[11]
- Oscar a la millor edició de so (Charles L. Campbell i Robert R. Rutledge)

### Nominacions[11]
- Oscar al millor guió original (Robert Zemeckis i Bob Gale)
- Oscar a la millor cançó (Chris Hayes, Johnny Colla, Huey Lewis)
- Oscar al millor so (Bill Varney, B. Tennyson Sebastian, Robert Thirlwell, William B. Kaplan)

## Trilogia
La pel·lícula té dues seqüeles, Retorn al futur 2 (1989), en què els protagonistes viatgen al 2015, i Retorn al futur 3 (1990), en què viatgen al 1885, a l'època del Far West.